# 顾琛
顧琛（390年—475年），字弘瑋，吳郡吳縣（今江蘇州市）人。南朝宋官員，東晉尚書令顧和曾孫。

## 生平
顧琛為人謹慎篤實，不崇尚浮華，最初出任揚州從事，駙馬都尉，奉朝請。後又曾任大匠丞、彭城王劉義康的右軍及驃騎參軍、晉陵令、司徒參軍、尚書庫部郎兼本邑中正。宋廷經歷過元嘉七年（430年）的北伐大敗後丟失了很多軍需品，武庫空虛。宋文帝在一次宴會中當著北魏降人面前詢問時為尚書庫部郎的顧琛武庫有多少軍備，文帝說出後也知失言，但顧琛卻作假答稱有十萬人的用量，令文帝很高興。其時尚書有規定八座以下官員各自隨行入省的門生都定了一定數量，也不得摻雜其他人士，不過顧琛卻讓同宗顧碩頭掛在尚書張茂度的名下，但在省內則和碩頭同坐，遂於次年因此罪被遣出尚書，並免去中正一職。百日以後，因著尚書官員被遣出百日後無代替者復職的規定而再度任庫部郎。
後來，彭城王劉義康請了顧琛補為自己的司徒錄事參軍，後歷山陰令，復為司徒錄事參軍和少府。元嘉十五年（438年），顧琛外任義興太守。元嘉十九年（442年），顧琛調任東陽太守，這調動的用意為想以顧琛防備駐於江州的大將軍劉義康，然而昔日顧琛在義康府下時義康本欲以顧琛為其心腹，只因顧琛不肯奉承劉湛而被排斥，故現在顧琛不願擔當這任務，堅決辭讓，終觸怒了宋文帝，多年都被廢黜在家。
元嘉二十七年（450年），宋文帝北伐失利，北魏太武帝反擊並進兵至長江以北的瓜步，文帝讓顧深權假建威將軍作防禦。不久，顧琛任東海王刘祎的冠軍司馬，行會稽郡事。元嘉二十八年（451年），隨王劉誕代替刘祎出任會稽太守，顧琛亦入誕府，任安東司馬。元嘉三十年（453年），太子劉劭弒父登位，並將會稽在內五郡劃為會州，以劉誕為刺史，並任命顧琛為會稽太守，加五品將軍，准置將佐。劉誕隨後起義兵討伐劉劭，加顧琛冠軍將軍；同年劉劭被消滅，宋孝武帝繼位，以顧琛為吳興太守。孝建元年（454年），轉寧朔將軍、吳郡太守。以起義討伐劉劭之功獲封永新縣五等侯。大明元年（457年），吳縣令張闓因居喪無禮而被收下廷尉；錢唐令沈文秀也因判錯案而被彈劾。但作為他們上級的顧琛卻向大眾聲稱自張闓被彈劾之時就已經多次為他申訴，又稱自己曾經要求文秀留任錢唐。孝武帝知道後大怒，認為顧琛將惡名推級朝廷，免去其官職。隨後顧琛都留家照顧年邁母親。
顧琛曾經當過劉誕府下僚屬，與前西陽太守張牧都受劉誕厚待。大明三年（459年），長期受孝武帝猜忌的劉誕於廣陵起兵，就派了門客陸延稔帶著書信板授顧琛為征南將軍，琛子顧寶素為諮議參軍，寶素弟顧寶先為從事中郎。孝武帝亦知顧琛和劉誕關係密切，於是命吳郡太守王曇生誅殺顧琛父子。陸延稔到後，顧琛立即就殺了他，並命兩個兒子獻首予孝武帝，並帶書上奏以示忠誠；而同日帶著殺顧琛命令的使者也到吳郡，顧琛等僅獲倖免。孝武帝得信後十分高興，命顧琛為西陽王劉子尚的撫軍司馬，吳興太守，但在大明四年（460年）就因吳興郡民盜鑄私錢情況嚴重而被免官。大明六年（462年），顧琛起為大司農，歷任都官尚書，新安王劉子鸞的北中郎司馬兼東海太守、行南徐州事。後隨府轉撫軍司馬，仍兼太守。大明八年（464年），宋前廢帝即位，顧琛再任吳郡太守。
泰始元年（465年），宋前廢帝被殺，宋明帝即位，然而當時全國大部分方鎮都拒絕承認宋明帝政權，反而支持在尋陽的江州刺史、孝武帝第三子晉安王劉子勛。行會稽事孔覬當時就決定支持子勛，並邀請顧琛加入。顧琛當時念在母親年老，而且吳郡和建康很近，就與顧寶素商討如何是好。但他們還未有決定，時任山陰令的顧寶先就寫信來分析尋陽的大軍已逼近孤弱的建康，若現在不順從肯定有覆滅的災禍。而當時孔覬所率領軍隊的前鋒已渡過钱塘江，顧琛遂決定加入孔覬一方；吳興太守王曇生、義興太守劉延熙及晉陵太守袁標都響應孔覬。然而，隨後明帝所遣的軍隊卻屢屢獲勝，義興、晉陵及吳興皆先後失陷，顧琛面對大軍將至，就與寶素帶著母親循海路逃到會稽。不久，會稽亦陷，顧琛與王曇生、袁標等人都向明帝軍投降，獲統軍的建武將軍吳喜免死。
後顧琛又當過員外常侍、中散大夫。後廢帝元徽三年（475年），顧琛去世，享年八十六歲。

## 逸事
- 南朝宋一朝，官位顯達的江南士族人物，只有顧琛、孔季恭、孔靈符、丘淵之四位，仍保持他們的江南本土語言和口音。
- 前廢帝時，顧琛一次休假東歸，傍晚時到了方山，看見那裏有數十艘商船泊岸，有一個穿著黑色祭服、戴頭巾的人持鞭指揮船隻：「顧吳郡部伍尋至，應泊此岸。」故此船隻都散向東西，讓出空間。及後有一艘船泊了進那岸，但人力很少，人們就問：「顧吳郡早晚至？」船上人回答：「無顧吳郡。」人們追問：「何船？」得到的答覆是「顧朝請耳。」朝請為當時顧琛的官職。顧琛心想這是美好的徵兆，就立誓若果能當上吳郡太守就會在方山立廟。不久顧琛任吳郡太守，如誓言在方山建了一座白馬廟[2]。

## 家庭

### 父母
- 顧惔，司徒左西掾。
- 孔氏，享壽愈一百歲。晉末王廞於吳郡抗命，期間以女兒為貞烈將軍，孔氏曾為其司馬。孫恩之亂後孔氏更散家財賑濟受戰火影響的鄉里們。

### 子女
- 顧寶素，尚書郎，顧琛於會稽降明帝時與其失散，寶素自殺。
- 顧寶先，歷尚書水部郎，司空參軍及山陰令。

## 延伸阅读
[在维基数据编辑]
 《宋書/卷81》，出自沈约《宋书》
 《南史·卷35》，出自李延壽《南史》